# Boelie Kessler
Hermann Johannes "Boelie" Kessler (30 de novembre de 1896 - 17 d'agost de 1971) va ser un futbolista neerlandès. Kessler, juntament amb el seu germà Dolf i els cosins Tonny i Dé, va jugar a futbol de club per a l'equip amateur HVV Den Haag. Kessler també va disputar nou partits per a la selecció holandesa entre 1919 i 1922, marcant dos gols. Era el fill petit de l'empresari petrolier neerlandès Jean Baptiste agost Kessler.